# 鞋山湖
鞋山湖是一个位于中国江西省湖口县的湖泊，面积约为4.51平方千米，平均水深约为9米。